# Johann Joseph Wratislaw von Mitrowitz
Johann Joseph Reichsgraf Wratislaw von Mitrowitz (tschechisch: Jan Josef Vratislav z Mitrovic; * 6. Februar 1694 in Deštná; † 11. September 1753 auf Schloss Chrast) war Bischof von Königgrätz.

## Herkunft und Ausbildung
Seine Eltern waren Wenzel Adalbert Wratislaw von Mitrowitz, Kreishauptmann des Bechiner Kreises, und Veronika, geb. von Rziczan. Sein älterer Bruder Johann Adam Wratislaw von Mitrowitz war Bischof von Königgrätz und Bischof von Leitmeritz und auch die Brüder Johann Augustin und Johann Wenzel übten geistliche Berufe aus.
Nach dem Besuch des Königgrätzer Jesuitengymnasiums studierte Johann Joseph in Prag und erwarb an der römischen Sapienza den akademischen Grad eines Dr. iur. utr. Am  27. September 1719 wurde er zum Priester geweiht und Domherr in Olmütz sowie Propst des Allerheiligenstiftes an der Prager Burg. Später wurde er zum kaiserlich-königlichen wirklichen Rat und Hausprälaten ernannt.

### Bischof von Königgrätz
Nach dem Tod des Königgrätzer Bischofs Moritz Adolf von Sachsen-Zeitz nominierte Kaiser Karl VI. Johann Joseph Wratislaw von Mitrowitz am 6. Juli 1733 zu  dessen Nachfolger. Die päpstliche Bestätigung folgte am 18. Dezember d. J., die Inthronisation am 6. Juni 1734.
Während seiner Amtszeit bemühte er sich um die Errichtung weiterer Pfarreien und schränkte die Rechte der Kirchenpatronate ein. Er erließ Vorschriften über die Kleidung der Priester und des Domkapitels und veranlasste 1735 die Abhaltung von Missionen durch die Jesuiten. Von Papst Klemens XII. erhielt die Bischofskathedrale 1737 die Reliquien des Diözesanheiligen Klemens.
Durch die preußische Besetzung im Ersten Schlesischen Krieg 1741 und im Zweiten Schlesischen Krieg 1744 wurde die Entwicklung der Diözese gehemmt. Zur finanziellen Ausstattung des Bistums konnte Johann Joseph 1747 das Gut Zajezdez und 1750 das Gut Raubowitz erwerben. In Chlum, das ebenfalls Diözesanbesitz war, errichtete er ein Schlösschen.
Nach seinem Tod auf Schloss Chrast wurde er in der Bischofsgruft seiner Kathedrale beigesetzt.